# 박광일 (강사)
박광일은 대한민국의 인터넷 강의 회사 이투스의 강사이다.

## 개요
대성마이맥의 전 국어영역 강사. 대학원의 철학과에 진학했으나 너무 어려웠기 때문에 졸업은 하지 못했다고 밝혔다. 2019년 6월 경, 댓글 알바를 통한 불법 여론조작을 주도해왔다는 것이 밝혀져 많은 비난을 받으면서 2020년부터 현장 강의를 하지 않았으며, 2021년 1월 28일 구속기소되었다.

## 주요 저서
- 《홀수 수능 국어 기출 분석 시리즈》
- 《표준 수능특강 Full-E》
- 《표준 수능완성 Full-E》
- 《고득점 독해를 위한 어휘》
- 《문법백제 Plus》
- 《고전을 면하다》
- 《Limited: 고난도 독서》

## 사건·사고

### 댓글 알바를 통한 불법 여론조작 사건
2019년 6월에 최초 제보자의 폭로로 전 수학강사 우형철(삽자루)의 유튜브에서 자신이 회사를 만들고 국내외 IP를 통한 댓글을 달고 돈을 받는 소위 '댓글알바'를 통한 여론 조작을 주도했다는 내용이 공개되었다.
이후 박광일과 같은 회사의 직원인 최초 제보자는 삽자루에 박광일 댓글 알바에 관한 자료들을 제보하였고, 또한 경찰서를 방문하여 작성한 진술서도 첨부하였다. 그러나 그 이후로도 회사에서 지속적으로 댓글 알바 작업을 하는 것을 목격했다고 한다.
박광일은 필리핀 마닐라에서 한국인들을 고용하여 가상사설망(VPN)으로 생성한 대량의 아이디로 인터넷 사이트에서의 '댓글 조작'을 벌여왔다. 경쟁사인 메가스터디 소속의 김동욱, 유대종, 조정식, 그리고 같은 회사 소속의 경쟁 강사 김승리, 전형태 등을 비하하는 내용이었으며, 박광일 본인과 이명학, 차영진을 찬양하는 내용이었다.
2019년 6월 25일 박광일 본인은 "강단에서 물러서는 것만이 제가 할 일"이라 생각하지만 "제 커리큘럼을 따라오는 학생들의 혼란을 막기 위해서 수능까지 강의를 마무리하겠습니다."라고 사과했다. 그해 예정된 강의까지만 소화하였던 박광일은 2020년에 현장 강의만 중단했고, 인터넷 강의는 정상적으로 진행했다.
대성마이맥 측은 "2019년 7월 박광일을 형사소송법에 따라 업무방해죄로 고발했고, 그해 11월 검찰로부터 혐의없음 처분을 통지 받았다"고 밝혔다.

### 구속과 반응
결국 2021년 1월 19일 이 혐의로 박광일이 구속되었다는 사실이 여러 언론을 통해 밝혀졌다.
구속 직후 수강생들은 "이 책을 환불하라", “박광일 강의 들으려고 패스권 샀는데 그 돈 어떡하냐” 등의 항의 요구를 하고 있다. 이러한 학생들의 불편함에 대해 대성마이맥은 2021년 1월 19일, 홈페이지에 "박광일 강사의 구속으로 2022학년도 수능 강의 관련 차질이 생겨서 수강생들에게 사과드린다"라고 입장을 밝혔으며, 다음과 같은 사항을 공지했다.
- 첫째, 최종 판결이 날 때까지 박광일 강사의 콘텐츠 제공을 잠정 중단할 것이다.
- 둘째, 박광일 강사의 강좌 및 교재를 구매한 수강생에게 '조건 없는 환불'을 진행하고, 사이트 내 환불 페이지를 마련할 것이다.
- 셋째, 대성마이맥 19패스 구매회원 모두에게 '이감 모의고사 전 회차(10회분)'를 무료 제공할 것이다.

## 같이 보기
- 대성마이맥
- 여론 조작